# ARGE Prignitzbus
Die ARGE Prignitzbus ist ein Zusammenschluss der Unternehmen mobus Märkisch-Oderland Bus GmbH (Transdev SE & Co. KG) und Regionalverkehr Bitterfeld-Wolfen GmbH (Vetter Verkehrsbetriebe). Die Arbeitsgemeinschaft ist seit dem 1. August 2016 Dienstleister für den öffentlichen Personennahverkehr mit Bussen im Landkreis Prignitz und damit Nachfolger der Verkehrsgesellschaft Prignitz.

## Geschichte
Zum 31. Juli 2016 verlor der ehemalige Betreiber, die kreiseigene Verkehrsgesellschaft Prignitz (VGP), ihre Konzessionen für den Busverkehr im Landkreis Prignitz. Im Zuge einer europaweiten Ausschreibung setzte sich die ARGE Prignitzbus als neuer Betreiber der Buslinien für zehn Jahre gegen die Mitbewerber durch.
Im Gegensatz zur VGP wurde der „Bus-Ersatzverkehr“ auf der Bahnstrecke Pritzwalk–Putlitz nicht mehr bestellt, auch die grenzüberschreitenden Fahrten nach Mecklenburg-Vorpommern sowie nach Nauen und Potsdam werden nicht mehr angeboten. Zudem wurde das Schema der Liniennummern grundlegend erneuert.

## Buslinien
| Linie | Verlauf                                                                   | Tage  |
| ----- | ------------------------------------------------------------------------- | ----- |
| 901   | Stadtverkehr Pritzwalk: Bahnhof – Hainholzmühle – Krankenhaus – Bahnhof   | tägl. |
| 902   | Pritzwalk – Gumtow/Vehlow – Kyritz                                        | tägl. |
| 903   | Pritzwalk – Meyenburg                                                     | tägl. |
| 904   | Pritzwalk – Putlitz – Berge                                               | tägl. |
| 912   | Meyenburg – Krempendorf – Stepenitz – Neu Redlin                          | tägl. |
| 913   | Meyenburg – Schmolde – Freyenstein – Meyenburg                            | tägl. |
| 915   | Pritzwalk – Sadenbeck – Halenbeck                                         | tägl. |
| 917   | Pritzwalk – Kuhbier – Groß Langerwisch – Pritzwalk                        | tägl. |
| 919   | Pritzwalk – Giesensdorf – Hoppenrade                                      | tägl. |
| 920   | Klein Woltersdorf – Wolfshagen – Groß Pankow                              | tägl. |
| 923   | Demerthin – Gumtow – Vehlow – Wutike – Kehrberg                           | tägl. |
| 924   | Demerthin – Gumtow – Kunow – Kletzke                                      | tägl. |
| 925   | Demerthin – Gumtow – Barenthin                                            | tägl. |
| 931   | Pritzwalk – Kemnitz – Blumenthal – Grabow                                 | tägl. |
| 932   | Baek – Putlitz                                                            | Mo–Fr |
| 933   | Putlitz – Nettelbeck – Steffenshagen – Pritzwalk                          | Mo–Fr |
| 934   | Pritzwalk – Buckow – Meyenburg                                            | tägl. |
| 935   | Perleberg – Seddin                                                        | Mo–Fr |
| 936   | Pritzwalk – Vettin                                                        | tägl. |
| 937   | Rambow – Glöwen                                                           | Mo–Fr |
| 939   | Jännersdorf – Mertensdorf – Pritzwalk                                     | Mo–Fr |
| 941   | Stadtverkehr Perleberg: Schwarzer Weg – Weststadt – Zentrum – Oststadt    | Mo–Fr |
| 942   | Stadtverkehr Wittenberge: ZOB – Bahnhof – Schwanenteich – Einkaufszentrum | tägl. |
| 944   | PlusBus Prignitzer Elbtalaue Wittenberge – Lanz – Lenzen                  | tägl. |
| 945   | Wittenberge – Weisen – Perleberg                                          | tägl. |
| 946   | Perleberg – Karstädt                                                      | tägl. |
| 947   | Perleberg – Baek – Berge                                                  | tägl. |
| 948   | Berge – Karstädt                                                          | tägl. |
| 949   | Perleberg – Lanz                                                          | tägl. |
| 950   | Perleberg – Bad Wilsnack                                                  | Mo–Fr |
| 951   | Karstädt – Reckenzin – Groß Warnow                                        | tägl. |
| 952   | Karstädt – Groß Warnow – Alt Pröttlin – Karstädt                          | tägl. |
| 953   | Karstädt – Boberow – Birkholz                                             | Mo–Fr |
| 954   | Lenzen – Lütkenwisch/Seedorf/Baarz                                        | tägl. |
| 955   | Perleberg – Kleinow – Lindenberg/Glöwen                                   | tägl. |
| 957   | Lenzen – Lanz – Motrich – Bentwisch – Wittenberge                         | tägl. |
| 958   | Wittenberge – Breese – Bad Wilsnack                                       | tägl. |
| 960   | Bad Wilsnack – Rühstädt – Quitzöbel – Glöwen                              | tägl. |
| 971   | Karstädt – Strehlen                                                       | Mo–Fr |
| 972   | Bad Wilsnack – Kletzke – Bad Wilsnack                                     | Mo–Fr |
| 973   | Schilde – Weisen – Breese                                                 | Mo–Fr |
| 974   | Berge/Groß Warnow – Karstädt – Perleberg                                  | Mo–Fr |
| 975   | Perleberg – Alt Pinnow                                                    | Mo–Fr |
| 976   | Plattenburg – Glöwen                                                      | tägl. |
| 977   | Perleberg – Glöwen                                                        | Mo–Fr |
| 978   | Perleberg – Lockstädt                                                     | Mo–Fr |

Die Buslinien im Grundnetz verkehren an Wochenenden im 2-Stunden-Takt, die im Regionalnetz oftmals nur in Teilabschnitten und nur als Rufbus.

## Fuhrpark
Der Fuhrpark der ARGE Prignitzbus besteht aus:
- 2 Busse des Typs SOR CN8, 5
- 27 Busse des Typs SOR CN12

## Subunternehmer
Die Subunternehmen der ARGE Prignitzbus sind:
- Omnibusbetrieb Hülsebeck
- Busunternehmen Gutzmann
- Taxi- und Mietwagenbetrieb Wagner
- Taxi- und Mietwagenbetrieb Ecknigk